# VfB 03 Hilden
Der VfB 03 Hilden ist ein deutscher Fußballverein aus Hilden in Nordrhein-Westfalen und wurde am 1. Januar 1903 gegründet. Die Vereinsfarben sind Schwarz und Weiß.

## Geschichte
1903 wurde mit dem Hildener Fußball-Club der erste Fußballverein der Stadt gegründet. Zwei Jahre später wurde der FC Germania 05 gegründet. Mit dem Ende des Ersten Weltkriegs schlossen sich 1918 der HFC und der FC Germania 05 zum Verein für Bewegungsspiele 03 Hilden zusammen.
Der Klub spielte sowohl 1939 als auch 1944 in der Gauliga Niederrhein, der damals obersten Spielklasse. Aufgrund des Zweiten Weltkriegs wurde die zweite Spielzeit abgebrochen. Auch im Pokal kam es vereinzelt zu Erfolgen. Im Tschammerpokal 1940 verpasste der Klub nur knapp die Schlussrunde. Nach Siegen über VfR Ohligs (6:1) und BV Remscheid (4:3) in der Gaugruppe Westfalen/Niederrhein unterlag Hilden erst gegen TuS Duisburg 48/99 mit 1:3. Nach Ende des Krieges wurde der VfB Hilden in die höchste regionale Spielklasse, die Landesliga Niederrhein eingeteilt und errang in der Saison 1947/48 den Staffelsieg punktgleich mit Rot-Weiss Essen. Das Entscheidungsspiel gegen Essen ging mit 1:2 verloren und damit verpasste der VfB die Aufstiegsrunde zur Oberliga West. 1949 folgte der Abstieg aus der Landesliga und im Jahr 1951 der Wiederaufstieg.
Das nächste Jahrzehnt war geprägt von wechselhaften Erfolgen und Abstiegen. 1969 gelang dem Verein die Rückkehr in die mittlerweile viertklassige Landesliga, wo er in den folgenden Spielzeiten jeweils den dritten Tabellenplatz erreichte. Im Jahr 1972 scheiterte die Mannschaft als punktgleicher Tabellenzweiter hinter Schwarz-Weiß Essen nur knapp am Aufstieg in die höchste Amateurspielklasse, die Verbandsliga Niederrhein. In der Saison 1976/77 wurde der VfB schließlich Meister der Landesliga Niederrhein und stieg in die Verbandsliga auf. Es war nur ein kurzes Gastspiel und der Verein spielte in den 1980er Jahren wieder in der Landesliga, bevor im Jahre 1991 auch der Absturz in die Bezirksliga nicht mehr zu vermeiden war.
Zwischen 2003 und 2005 schaffte der VfB Hilden den Durchmarsch von der Bezirks- über die Landes- in die Verbandsliga. Als im Mai 2008 nach drei Jahren Verbandsliga-Zugehörigkeit der erneute Abstieg in die siebtklassige Fußball-Landesliga feststand, folgte auch ein personeller Umbruch. Neuer Trainer war ab dem Jahr 2009 Michael Kulm, Ex-Coach des Regionalligisten Rot-Weiss Essen. Zur Saison 2010/11 wurde mit Christian Deutzmann ein neuer Geschäftsführer mit höherklassigen Erfahrungen und Management-Lizenzen geholt. Deutzmann war bis 2009 Geschäftsführer und Manager beim 1. FC Union Solingen. Die Saison 2010/11 schloss der VfB 03 in der Landesliga Niederrhein mit dem achten Tabellenplatz ab. Freuen konnte sich der Verein auch über die Aufstiege der „Zwoten“ in die Kreisliga A des Kreises Düsseldorf und der VfB-Frauen in die Bezirksliga. 2013 gelang dem VfB um den scheidenden Trainer Michael Kulm und Kapitän Sebastian Siebenbach als Meister der Landesligastaffel 2 der Sprung in die fünftklassige Oberliga Niederrhein. 
Der Verein trägt seine Spiele auf dem Städtischen Sportplatz an der Hoffeldstraße aus.

## Bekannte ehemalige Spieler
| - Jörg Albracht - Ihlas Bebou - Krzysztof Benedyk | - Sascha Dum - Horst Heese - Len Heinson | - Antoine Hey - Elias Kachunga - Yannic Thiel |